# Емарез
Емарез (фр. Émarèse) — муніципалітет в Італії, у регіоні Валле-д'Аоста.
Емарез розташований на відстані близько 580 км на північний захід від Рима, 30 км на схід від Аости.
Населення — 234 особи (2014).

## Демографія
Населення за роками:

Станом на 1 січня 2023 року в муніципалітеті офіційно проживало 8 іноземців з 4 країн, серед них 2 громадяни країн Євросоюзу.

## Сусідні муніципалітети
- Брюссон
- Шаллан-Сент-Ансельм
- Шаллан-Сен-Віктор
- Монжове
- Сен-Венсан